# Sphecodes mendocinus
Sphecodes mendocinus är en biart som beskrevs av Jörgensen 1912. Sphecodes mendocinus ingår i släktet blodbin, och familjen vägbin. Inga underarter finns listade i Catalogue of Life.